# Волог
Волог (словен. Volog) — поселення в общині Назарє, Савинський регіон, Словенія. Висота над рівнем моря: 380,5 м.